# Rue Gossec
La rue Gossec est une voie située dans le quartier de Picpus du 12e arrondissement de Paris.

## Situation et accès
La rue Gossec est accessible à proximité par les lignes de métro 6 et 8 à la station Daumesnil et 6 à la station Bel-Air.

## Origine du nom
La dénomination de la voie est un hommage au compositeur de musique classique François Joseph Gossec (1734-1829).

## Historique
Ouverte en 1899, elle prend l'année suivante son nom actuel. 